# Котула (растение)
Котула, или Ладонник (лат. Cotula) — род растений семейства Астровые (лат. Astraceae), включающий в себя более 80 известных видов.

## Ботаническое описание

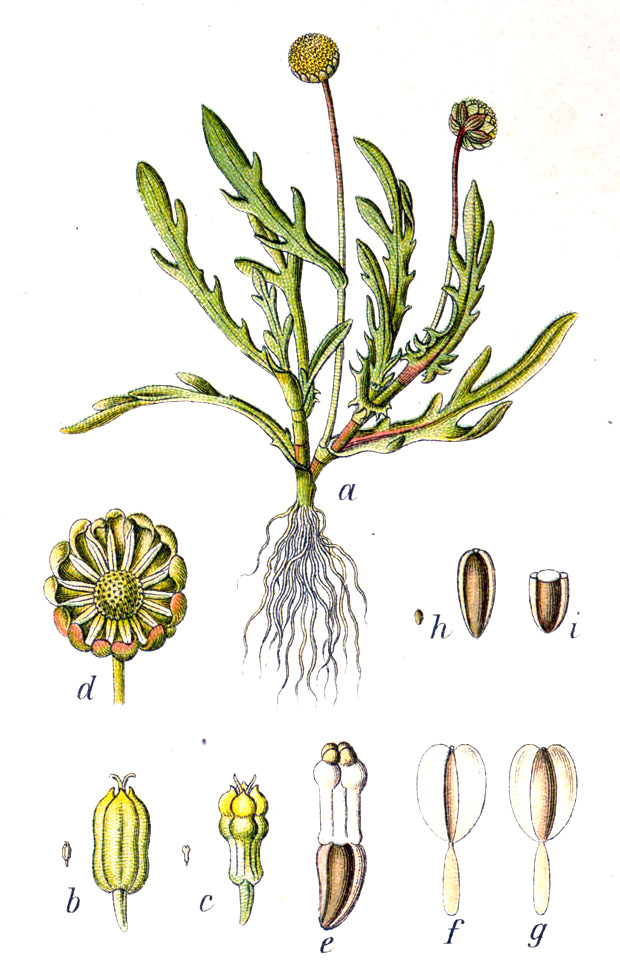
Cotula coronopifolia

Места обитания, листья, кроющие чешуи соцветий, цветоложа и семянки у представителей этого рода сильно различаются, поэтому сложно опередить, что они представители одного рода путём сравнения их морфологии. Главное их сходство заключается в соцветии-корзинке дискообразной формы, у которого отсутствуют краевые цветки. Венчики остальных цветков трубчатые, редуцированные или вовсе отсутствуют. Другим общим свойством является одиночное расположение корзинок на цветоносах.

## Таксономия
Котула является крупнейшим представителем трибы Anthemideae в Южном полушарии. Впервые 4 вида были описаны Карлом Линнеем в 1753 году. Джорджем Бентамом в 1867 году род был разделен на 3 основные части по количеству хромосом:
- Секция Cotula: самая большая секция, включает более 40 видов, распространенных в основном в Южной Африке[2], а также встречающихся в Австралии и Северной Африке. Самый распространённый вид C. turbinata, также секция включает бывших представителей родов Cenia и Otochlamys. Число хромосом: x = 8 и x = 10.
- Секция Strongylosperma: всего 8 видов, встречающихся в теплых частях Африки и Азии (C. anthemoides), в Центральной и Южной Америке (C. mexicana) и Австралии (C. australis). Число хромосом: x = 18.
- Секция Leptinella: 30 видов в Южной Америке и на Фолклендских островах (C. scariosa), в Новой Зеландии и на субантарктических островах. Число хромосом: x = 13. Характерная особенность — раздутые венчики женских цветков.

Дэвид Дж. Ллойд (англ. David G. Lloyd) предложил некоторые виды из секции Leptinella, родом из Австралии и Новой Гвинеи, ввиду их отличий от остальных представителей секции выделить в собственную секцию Oligoleima (типовой вид C. longipes).

## Виды

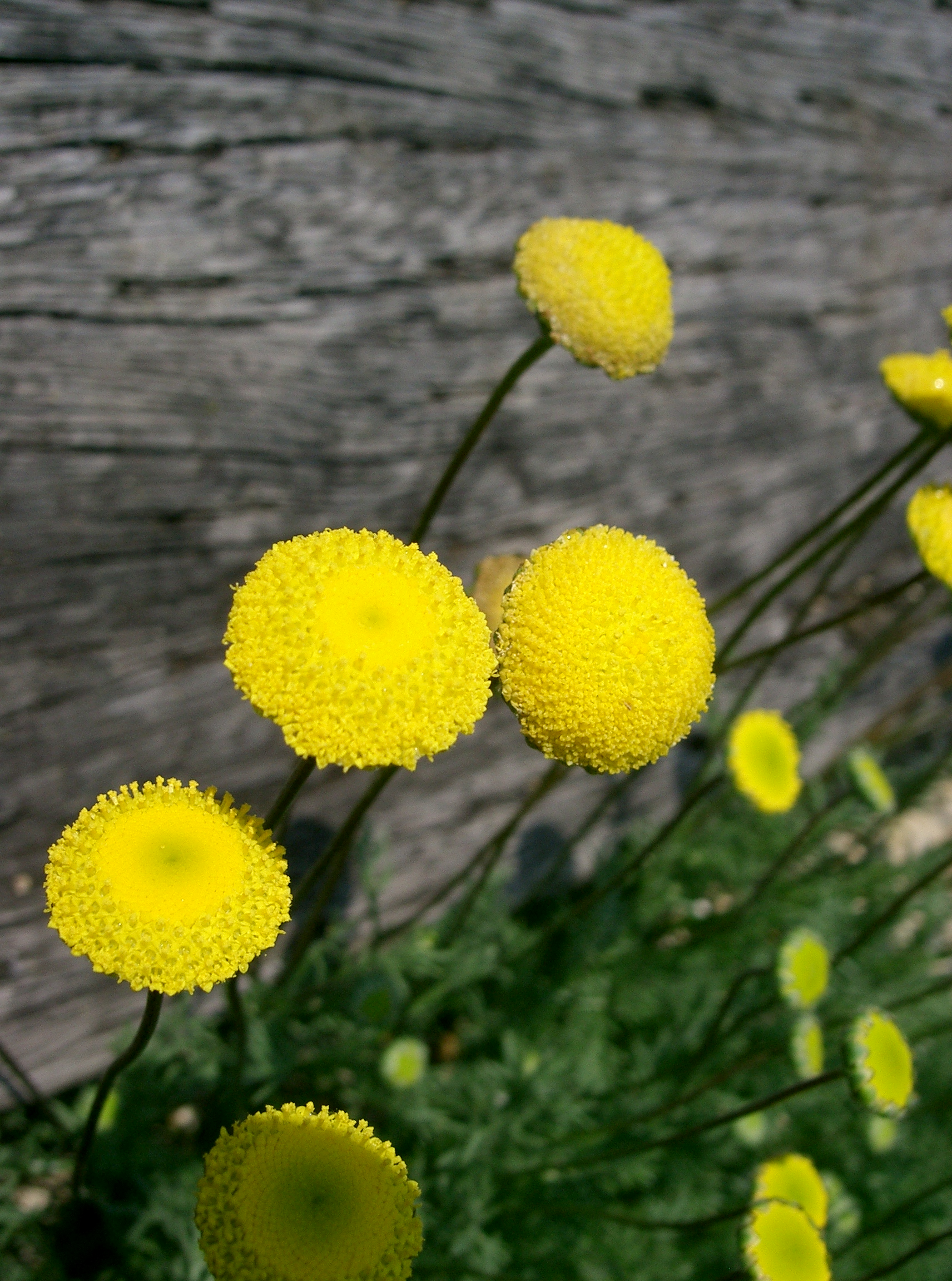
Cotula barbata

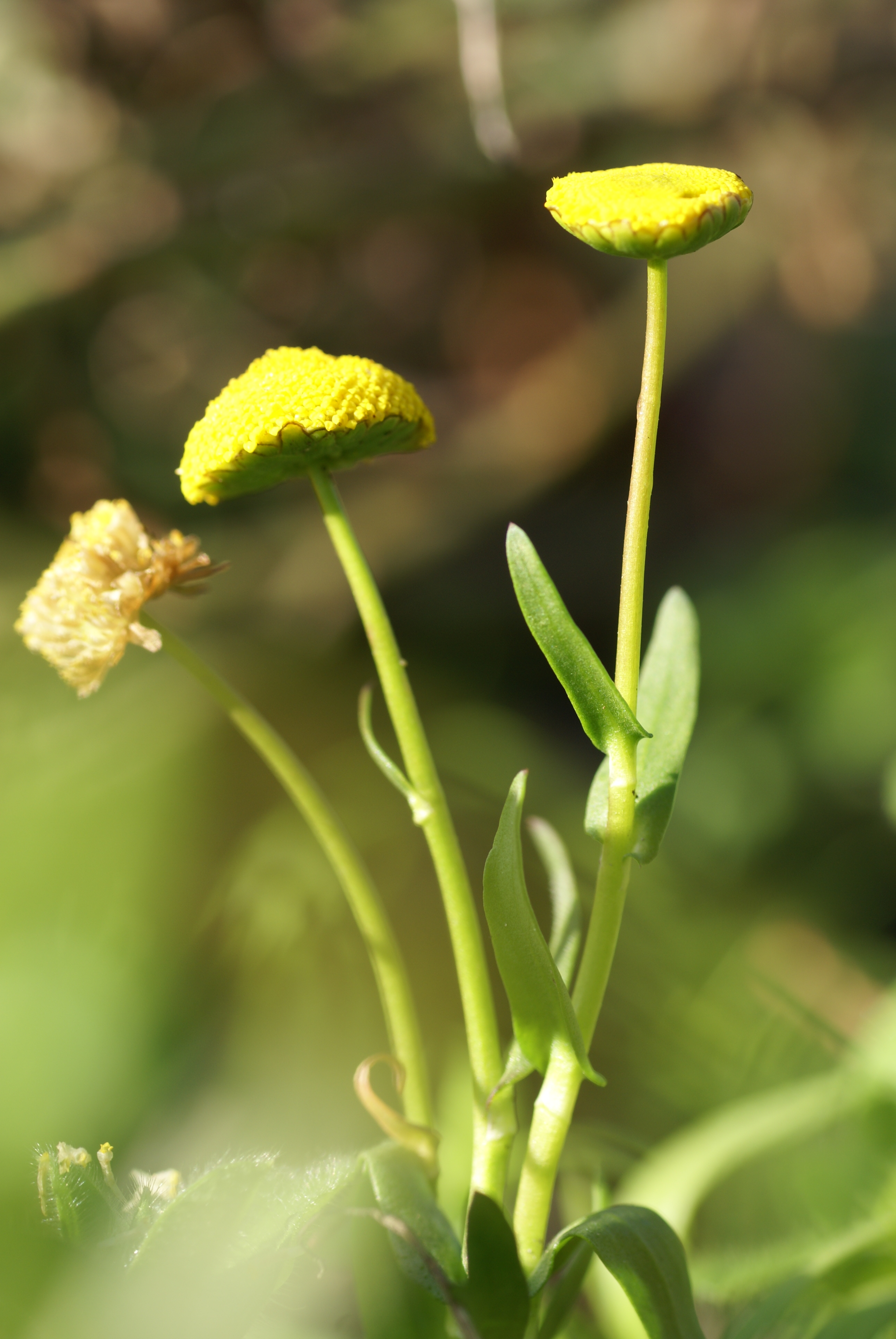
Cotula leptalea

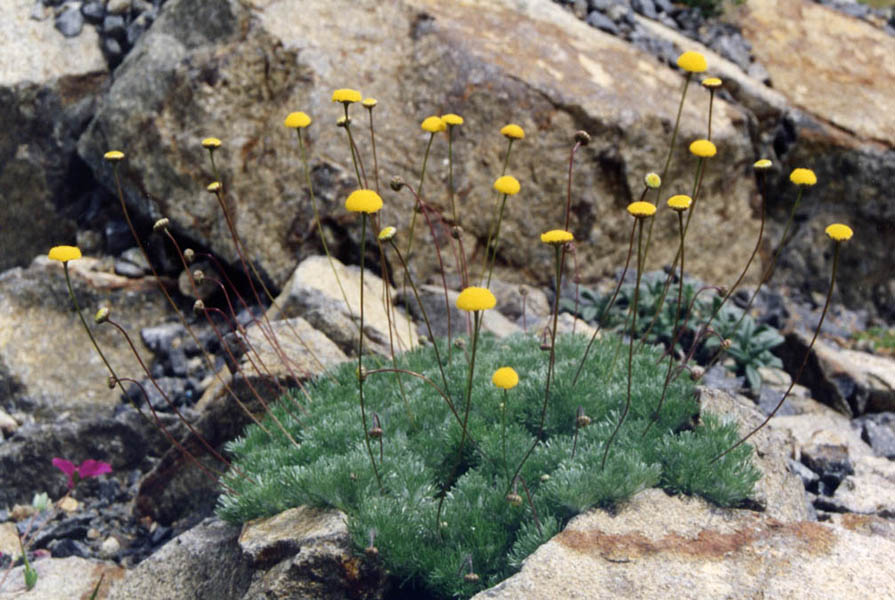
Cotula hispida

По информации базы данных The Plant List, род включает 62 вида:
- Cotula abyssinica Sch.Bip. ex A.Rich.
- Cotula alpina (Hook.f.) Hook.f.
- Cotula andreae (E.Phillips) K.Bremer & Humphries
- Cotula anthemoides L.
- Cotula aurea L.
- Cotula australis (Sieber ex Spreng.) Hook.f.
- Cotula barbata DC.
- Cotula bipinnata Thunb.
- Cotula bracteolata E.Mey. ex DC.
- Cotula burchellii DC.
- Cotula ceniifolia DC.
- Cotula chamaemelifolia Ehrenb. ex K.Koch
- Cotula cinereum Delile
- Cotula coronopifolia L.
- Cotula cotuloides (Steetz) Druce
- Cotula cryptocephala Sch.Bip. ex A.Rich.
- Cotula dielsii Muschl.
- Cotula duckittiae (L.Bolus) K.Bremer & Humphries
- Cotula eckloniana (DC.) Levyns
- Cotula elongata B.Vogel
- Cotula filifolia Thunb.
- Cotula goughensis R.N.R.Br.
- Cotula gymnogyne F.Muell. ex Benth.
- Cotula hemisphaerica Wall. ex Benth. & Hook.f.
- Cotula heterocarpa DC.
- Cotula hispida (DC.) Harv.
- Cotula kotschyi Benth. & Hook.f.
- Cotula laxa DC.
- Cotula leptalea DC.
- Cotula lineariloba (DC.) Hilliard
- Cotula loganii Hutch.
- Cotula macroglossa Bolus ex Schltr.
- Cotula mariae K.Bremer & Humphries
- Cotula melaleuca Bolus
- Cotula membranifolia Hilliard
- Cotula mexicana (DC.) Cabrera
- Cotula microglossa (DC.) O.Hoffm. & Kuntze ex Kuntze
- Cotula montana Compton
- Cotula moseleyi Hemsl.
- Cotula myriophylloides Harv.
- Cotula nigellifolia (DC.) K.Bremer & Humphries
- Cotula nudicaulis Thunb.
- Cotula paludosa Hilliard
- Cotula paradoxa Schinz
- Cotula pedicellata Compton
- Cotula pedunculata (Schltr.) E.Phillips
- Cotula pterocarpa DC.
- Cotula pusilla Thunb.
- Cotula radiata O.Hoffm. ex Kuntze
- Cotula radicalis (Killick & Claassen) Hilliard & B.L.Burtt
- Cotula rosea Less.
- Cotula sericea L.f.
- Cotula socialis Hilliard
- Cotula sororia DC.
- Cotula squalida (Hook.f.) Hook.f.
- Cotula stenophylla K.Koch
- Cotula tenella E.Mey. ex DC.
- Cotula thunbergii Harv.
- Cotula turbinata L.
- Cotula villosa DC.
- Cotula vulgaris Levyns
- Cotula zeyheri Fenzl